# Paer en cap de Lleida
El paer en cap de Lleida és el màxim òrgan polític unipersonal del municipi de Lleida (Segrià). La denominació de paer en cap també la comparteix el terme municipal de Cervera i equival a alcalde o batlle. Des del 17 de juny de 2023 exerceix el càrrec Fèlix Larrosa i Piqué (PSC).

## Titulars
- Manuel Fuster i Arnaldo - Del 1834 al 1836 i del 1859 al 1863
- Josep Sol i Torrents - Del 1873 al 1874 i del 1893 al 1894
- Romà Sol i Mestre - 1901
- Antoni Abadal i Grau - 1903 al 1905
- Domingo Pinell i Pallasso - Del 1914 al 1917
- Humbert Torres i Barberà - Del 1917 al 1920
- Salustià Estadella i Arnó - Del 1922 al 1923
- Ricard Palacin i Soldevila - 1923
- Josep Pujol Cercós - Del 1927 al 1930
- Domènec Pinell i Pallasó - Del 1930 a 1931
- Salustià Estadella i Arnó - Del 1931 al 1932
- Antoni Vives i Estover - Del 1932 al 1934
- Josep Pujol i Cercós - Del 1934 al 1935
- Joan Rovira i Roure - Del 1935 al 1936
- Alfons Porqueres i Alabart - 1936
- Antoni Vives i Estover - 1936
- Fèlix Lorenzo i Páramo - Del 1936 al 1937
- Manuel Magro i Merodio - Del 1937 al 1938
- Llorenç Ribas i Sànchez - 1938
- Valentín Martín Aguado - Del 1938 al 1939
- Ramon Areny Batlle - Del 1939 al 1941
- Juan José Arnaldo Targa - Del 1941 al 1943
- Víctor Hellín Sol - Del 1943 al 1952
- Blas Mola Pintó - Del 1952 al 1957
- Francisco Pons Castellà - Del 1957 al 1967
- Juan Casimiro de Sangenís Corriá - Del 1967 al 1974
- Miguel Montaña Carrera - Del 1974 al 1976
- Ernesto Corbella Albiñana - Del 1976 al 1979
- Antoni Siurana i Zaragoza - Del 1979 al 1987
- Manel Oronich i Miravet - Del 1987 al 1989
- Antoni Siurana i Zaragoza - Del 1989 al 2004
- Àngel Ros i Domingo - Del 2004 al 2018
- Fèlix Larrosa i Piqué - Del 2018 al 2019[1]
- Miquel Pueyo i París - Del 2019 al 2023
- Fèlix Larrosa i Piqué - Des del 2023[2]